# Huỳnh Đông
Phạm Huỳnh Đông (sinh ngày 5 tháng 11 năm 1983), thường được biết đến với nghệ danh Huỳnh Đông, là một nam diễn viên người Việt Nam. Anh bắt đầu nổi tiếng với vai Quân trong bộ phim Gọi giấc mơ về.
Anh cũng từng là diễn viên lồng tiếng của công ty TVM Corp, một trong những vai đáng chú ý nhất của anh là Kero - linh thú cai quản thẻ bài Clow trong phim Cardcaptor Sakura - Thủ lĩnh thẻ bài.

## Tiểu sử
Huỳnh Đông tên đầy đủ là Phạm Huỳnh Đông (sinh ngày 5 tháng 11 năm 1983 tại Thành phố Hồ Chí Minh. Anh từng theo học tại Trường Trung học phổ thông Marie Curie.

## Sự nghiệp

### Diễn viên

#### Sân khấu kịch nói
Sau khi tốt nghiệp cấp 3, anh thi đậu vào ngành Sân khấu của Trường Cao đẳng Sân khấu và Điện ảnh Thành phố Hồ Chí Minh. Năm 2005, anh tốt nghiệp lớp Diễn viên Kịch với vở diễn "Mùa yêu đương" của đạo diễn Công Ninh. Sau khi tốt nghiệp, anh tiếp tục tham gia nhiều vở kịch như Chuyện nàng hoa hậu, Nhánh lan rừng, Hoa biển, Giấc mơ điện ảnh.
Năm 2009, anh vào vai tướng Cao Lỗ (hay Cao Thục) trong vở kịch "Nỏ thần" của sân khấu Phú Nhuận. Vở diễn đã đại diện sân khấu Phú Nhuận tham gia Hội diễn sân khấu kịch nói chuyên nghiệp toàn quốc 2009 và giành được Huy chương vàng. Huỳnh Đông không chỉ nhận được nhiều lời khen từ khán giả xem kịch, mà vai diễn cũng đã giúp cho anh nhận được đề cử Giải Mai Vàng 2009 cho hạng mục Nam diễn viên kịch nói.

#### Điện ảnh – Truyền hình
Năm 2003, khi đang học năm thứ 2 tại trường Cao đẳng Sân khấu và Điện ảnh, anh đã tham gia bộ phim đầu tiên về Hàn Mặc Tử của đạo diễn Mỹ Hà với vai diễn em trai của nhà thơ này.
Tuy nhiên, vai phụ đầu tiên của Huỳnh Đông không được xuất hiện nhiều và chưa gây được ấn tượng với khán giả. Sau một thời gian khá dài, Huỳnh Đông mới xuất hiện lại trên màn ảnh với vai diễn Trung trong bộ phim Sóng gió cuộc đời được phát sóng đầu năm 2007. Mặc dù thời gian xuất hiện không nhiều nhưng hình ảnh kiến trúc sư chững chạc đã gây được ấn tượng với khán giả truyền hình Việt Nam. Bộ phim thứ 3 của anh là Gọi giấc mơ về lên sóng ngay sau Sóng gió cuộc đời và đã gây ấn tượng mạnh với khán giả, đặc biệt là khi vai diễn của Huỳnh Đông trong 2 bộ phim liền nhau có sự đối lập lớn.
Gọi giấc mơ về vào thời điểm phát sóng có thể nói đã tạo nên một cơn sốt với khán giả xem truyền hình, đặc biệt là giới trẻ Việt Nam. Đây được xem là một trong những bộ phim gắn liền với tuổi học trò và là bộ phim làm nên tên tuổi của các nhân vật chính, bao gồm Huỳnh Đông. Bộ phim cũng đã đem về cho Huỳnh Đông 2 đề cử đầu tiên trong sự nghiệp diễn viên của mình, HTV Awards và Giải Mai Vàng.
Năm 2008, Huỳnh Đông được Nghệ sĩ ưu tú Lê Cung Bắc chọn vào vai tướng Huỳnh Văn Nghệ trong bộ phim truyền hình dài 37 Vó ngựa trời Nam. Ban đầu, Huỳnh Đông không phải ứng cử viên cho vai chính bộ phim này, anh chỉ đến thử vai cho một nhân vật phụ. Tuy nhiên đạo diễn Lê Cung Bắc đã nhận thấy ngoại hình và nét diễn của anh khá phù hợp với hình tượng "thi tướng" của Huỳnh Văn Nghệ nên đã quyết định chọn anh vào vai diễn này. Đây cũng là vai lớn thứ 2 của Huỳnh Đông trên sóng truyền hình Việt Nam. Bộ phim không chỉ giành được Cánh diều bạc cho Phim truyện video - truyền hình mà còn giúp Huỳnh Đông chiến thắng hạng mục nam diễn viên chính xuất sắc cho phim truyện video - truyền hình tại Giải Cánh diều 2010.
Năm 2010, trong thời gian theo học đạo diễn, anh đồng thời tham gia bộ phim Trái đắng và tiếp tục diễn kịch tại sân khấu Phú Nhuận. Năm 2013, Huỳnh Đông vào vai nhà cách mạng Phan Bội Châu trong bộ phim hợp tác Việt – Nhật mang tên Người cộng sự. Bộ phim đã giúp anh lần đầu tiên giành được giải thưởng Nam diễn viên chính xuất sắc cho phim truyện video tại một kỳ Liên hoan phim Việt Nam.
Năm 2021, trong quá trình quay bộ phim "Gái khôn được chồng" thuộc loạt phim Cổ tích Việt Nam, Huỳnh Đông đã gặp phải tai nạn và bị gãy tay.

### Đạo diễn
Năm 2010, anh bắt đầu theo học khoa Đạo diễn tại Trường Đại học Sân khấu – Điện ảnh Thành phố Hồ Chí Minh. Đến năm 2016, 3 năm sau khi tốt nghiệp, anh bắt đầu sự nghiệp đạo diễn của mình với bộ phim điện ảnh "Oán" thuộc thể loại phim kinh dị. Anh đảm nhận cả vai trò đạo diễn và đồng sản xuất cho bộ phim đã chuẩn bị 2 năm của mình. Vì kinh phí eo hẹp mà Huỳnh Đông đã gặp không ít khó khăn trong quá trình sản xuất bộ phim, các vai diễn hầu hết là sự hỗ trợ từ các đồng nghiệp thân thiết. Đây là bộ phim  cuối cùng có sự xuất hiện của cố ca sĩ Minh Thuận trong vai trò diễn viên. Ngày 6 tháng 1 năm 2017, bộ phim chính thức công chiếu rộng rãi. Tuy nhiên, bộ phim đã không mấy thành công.
Năm 2019, anh tiếp tục cho ra mắt bộ phim Hạnh phúc của mẹ với sự tham gia của Cát Phượng và Kiều Minh Tuấn. Bộ phim đã giúp Huỳnh Đông chiến thắng hạng mục đạo diễn xuất sắc nhất cho phim truyện điện ảnh tại Giải Cánh diều 2019. Tuy nhiên trước khi bộ phim phát sóng, 2 diễn viên chính đã vướng vào scandal tình cảm, khiến cho bộ phim trở thành một trong những đích công kích của một bộ phận khán giả. Mặc dù bộ phim đã chiến thắng 7 hạng mục tại Giải Cánh diều, bao gồm cả Cánh diều vàng cho phim truyện điện ảnh, nhưng sự thất bại ở doanh thu phòng vé đã khiến cho đoàn làm phim vướng phải tin đồn "mua giải". Tuy nhiên, đại diện ban giám khảo Giải Cánh diều đã nhanh chóng lên tiếng phản bác tin đồn này.
Cuối năm 2021, anh là một trong 32 cá nhân có hồ sơ đủ điều kiện để xét duyệt danh hiệu Nghệ sĩ ưu tú.

## Tác phẩm

### Vai trò đạo diễn

#### Điện ảnh
| Năm  | Tên phim                  | Kinh phí   | Doanh thu  | Nguồn         |
| ---- | ------------------------- | ---------- | ---------- | ------------- |
| 2017 | Oán                       | 3,5 tỷ VNĐ |            | [ 35 ] [ 36 ] |
| 2019 | Hạnh phúc của mẹ          |            | 4,1 tỷ VNĐ | [ 37 ]        |
| 2022 | Dân chơi không sợ con rơi |            | 45 tỷ VNĐ  |               |

#### Truyền hình
| Năm  | Tên phim          | Ghi chú | Tập | Kênh   | Nguồn  |
| ---- | ----------------- | ------- | --- | ------ | ------ |
| 2017 | Điều ước sao biển |         | 28  | SCTV14 | [ 39 ] |
| 2019 | Vòng tròn tội ác  |         | 30  | SCTV14 | [ 40 ] |
| 2022 | Bí mật nghiệt ngã |         | 54  | THVL1  |        |

### Vai trò diễn viên lồng tiếng
| Phim                                 | Nhân vật          | Kênh | Nguồn |
| ------------------------------------ | ----------------- | ---- | ----- |
| Cardcaptor Sakura - Thủ lĩnh thẻ bài | Kero              | HTV3 |       |
| Cardcaptor Sakura - Thủ lĩnh thẻ bài | Toya              | HTV3 |       |
| Nữ chúa tuyết                        | Hiện thân của gió | HTV3 |       |
| Kỷ băng hà                           | Sid               | HTV3 |       |

### Vai trò diễn viên

#### Sân khấu
| Năm  | Vở kịch                     | Vai diễn      | Tác giả                           | Đạo diễn                | Nguồn         |
| ---- | --------------------------- | ------------- | --------------------------------- | ----------------------- | ------------- |
|      | Chuyện nàng hoa hậu         | Tài xế lái xe |                                   |                         | [ 41 ]        |
| 2005 | Mùa bông điên điển          | Bảnh          |                                   | Trung Dân               | [ 42 ] [ 43 ] |
| 2005 | Mùa yêu đương               | Ông Cường     | Nguyễn Quang Lập                  | Nghệ sĩ ưu tú Công Ninh | [ 44 ]        |
| 2006 | Nhánh lan rừng              | Anh bộ đội    |                                   |                         | [ 45 ]        |
| 2006 | Hoa biển                    | Minh          | Nghệ sĩ ưu tú Lê Bình             | Trần Minh Ngọc          | [ 41 ] [ 46 ] |
| 2006 | Khi người ta yêu            | Ông Tư        | Nguyễn Thu Phương                 | Nguyễn Thu Phương       | [ 47 ] [ 48 ] |
| 2007 | Nhân danh công lý           | Bác sĩ Huy    | Nghệ sĩ nhân dân Doãn Hoàng Giang | Đức Thịnh               | [ 49 ] [ 50 ] |
| 2008 | Người thi hành án tử        |               | Phạm Văn Quí                      | Khánh Hoàng             | [ 51 ]        |
| 2008 | Niềm tin bị đánh cắp        |               | Hoàng Linh Hương                  | Hoàng Duẩn              | [ 52 ] [ 53 ] |
| 2008 | Quả tim máu (Người vợ ma 2) | Sơn           | Thái Hòa                          | Thái Hòa                | [ 54 ] [ 55 ] |
| 2009 | Nỏ thần                     | Cao Lỗ        | Lê Duy Hạnh                       | Đức Thịnh               | [ 56 ] [ 57 ] |
| 2010 | Trốn tình                   | Công          | Thái Hòa                          | Thái Hòa                | [ 21 ]        |

#### Truyền hình
| Năm  | Tên phim                                | Vai diễn                    | Đạo diễn                        | Kênh          | Nguồn           |
| ---- | --------------------------------------- | --------------------------- | ------------------------------- | ------------- | --------------- |
| 2004 | Hàn Mặc Tử                              | Tuệ                         | Trần Mỹ Hà                      | HTV7          | [ 58 ]          |
| 2007 | Sóng gió cuộc đời                       | Trung                       | Châu Huế                        | HTV7          | [ 58 ]          |
| 2007 | Gọi giấc mơ về                          | Quân                        | Xuân Cường                      | HTV7          | [ 59 ] [ 60 ]   |
| 2008 | Một ngày không có em                    | Hoàng                       | Nghệ sĩ ưu tú Nguyễn Danh Dũng  | HTV7          | [ 61 ] [ 62 ]   |
| 2008 | Truy tìm dấu vết                        | Hưng                        | Xuân Cường                      | HTV7          | [ 63 ] [ 64 ]   |
| 2009 | Giấc mơ cổ tích                         | Khang                       | Đặng Minh Quang                 | HTV7          |                 |
| 2010 | Vó ngựa trời Nam                        | Huỳnh Văn Nghệ              | Nghệ sĩ ưu tú Lê Cung Bắc       | HTV7          | [ 65 ]          |
| 2010 | Trái đắng                               | Minh                        | Đỗ Lệnh Hùng Vỹ - Trần Cảnh Đôn | HTV7          | [ 66 ]          |
| 2010 | Mãi theo bóng em                        | Kiên                        | Bùi Ngọc Nam Phương             | THVL1         | [ 67 ]          |
| 2010 | Những đóa hoa tình yêu                  | Trí                         | Nghệ sĩ ưu tú Lê Cung Bắc       | HTV9          | [ 68 ] [ 69 ]   |
| 2011 | Nụ hôn đầu xuân                         | Lam Phong                   | Xuân Phước                      | VTV3          | [ 70 ] [ 71 ]   |
| 2011 | Câu chuyện pháp đình - Ngã rẽ           | Liêm (lúc lớn)              | Nguyễn Tường Phương             | HTV9          | [ 72 ]          |
| 2011 | Hoa vàng nơi ấy                         | Quý                         | Đinh Đức Liêm                   | HTV9          | [ 73 ] [ 74 ]   |
| 2011 | Chân tình                               | Hoàng Anh                   | Đặng Lưu Việt Bảo               | THVL1         |                 |
| 2012 | Đất mặn                                 | Hai Nhỏ                     | Nguyễn Tường Phương             | HTV9          | [ 75 ]          |
| 2012 | Hương bưởi                              | Duy Minh                    | Nhâm Minh Hiền                  | THVL1         | [ 76 ]          |
| 2013 | Duyên nợ miền Tây                       | Định                        | Trần Ngọc Phong                 | VTV Cần Thơ 1 | [ 77 ] [ 78 ]   |
| 2013 | Bão mùa hè                              | Đông Quân                   | Đỗ Đức Thịnh                    | HTV7          | [ 79 ] [ 80 ]   |
| 2013 | Bí mật anh và em                        | Việt Huy                    | Nhâm Minh Hiền                  | HTV7          |                 |
| 2013 | Người cộng sự                           | Phan Bội Châu               | Phạm Thanh Phong                | VTV1          | [ 81 ] [ 82 ]   |
| 2013 | Hai người cha                           | Tân                         | Đỗ Mai Nhất Tuấn                | SCTV14        | [ 83 ] [ 84 ]   |
| 2013 | Hồn đá                                  | Đức                         | Trần Hữu Phúc                   | Let's Viet    | [ 85 ] [ 86 ]   |
| 2014 | Người chồng điên                        | Minh Quang                  | Quách Khoa Nam                  | HTV7          | [ 87 ] [ 88 ]   |
| 2014 | Thế lực ngầm                            | Huy                         | Hoàng Thơ                       | THVL1         | [ 89 ] [ 90 ]   |
| 2014 | Ảo vọng                                 | Minh Thiện                  | Lê Minh                         | HTV7          | [ 91 ] [ 92 ]   |
| 2014 | Cha rơi                                 | Triệu                       | Nguyễn Phương Điền              | VTV9          | [ 93 ]          |
| 2014 | Lớp học một không hai                   | Duy Minh / Hai Hổ           | Lê Khắc Hoài Nam                | VTV9          | [ 94 ]          |
| 2014 | Tình là dây oan                         | Thế Phong / Thế Đạt lúc trẻ | Quách Khoa Nam                  | SCTV14        | [ 95 ]          |
| 2014 | Bóng giang hồ                           | Sĩ Đăng                     | Lâm Lê Dũng                     | THVL1         |                 |
| 2014 | Đường hoang lạc bước                    | Hoàng Tuấn                  | Nhâm Minh Hiền                  | HTV9          | [ 96 ] [ 97 ]   |
| 2015 | Kẻ thù giấu mặt                         | Minh Triết                  | Nguyễn Phương Điền              | THVL1         | [ 98 ]          |
| 2016 | Nhân tình lạc lối                       | Định                        | Lê Bảo Trung                    | VTV9          | [ 99 ]          |
| 2016 | Định mệnh trùng phùng                   | Xuân Phú / Ngọc Tín         | Đặng Minh Quang                 | VTV9          | [ 99 ]          |
| 2016 | Hoa cúc trắng                           | Trần Phương                 | Đinh Thái Thụy                  | SCTV14        | [ 100 ]         |
| 2016 | Cười lên vợ ơi                          | Ông Dũng                    | Trần Toàn                       | HTV7          | [ 101 ] [ 102 ] |
| 2016 | Sống để chuộc lỗi phần 1: Bông trang đỏ | Phương Nam                  | Bùi Nam Yên                     | THVL1         | [ 103 ] [ 104 ] |
| 2017 | Sống để chuộc lỗi phần 2: Tình kỹ nữ    | Phương Nam                  | Bùi Nam Yên                     | THVL1         |                 |
| 2017 | Lật mặt hung thủ                        | Trung úy Thiên Phúc         | Nguyễn Minh Cao                 | SCTV14        | [ 105 ]         |
| 2018 | Mỹ nhân Sài Thành                       | Mã Công Tử                  | Lê Cung Bắc                     | VTV1          | [ 106 ] [ 107 ] |
| 2018 | Tơ duyên                                | Hoàng                       | Dương Nam Quan                  | VTV9          |                 |
| 2019 | Dzìa đi tía ơi                          | Ba Tình                     | Quốc Thuận                      | SCTV14        |                 |
| 2019 | Vòng tròn tội ác                        | Ông Dĩnh                    | Huỳnh Đông                      | SCTV14        |                 |
| 2019 | Oan trái nghĩa tình                     | Trọng Quý                   | Hồ Ngọc Xum                     | SCTV14        |                 |
| 2020 | Lời nguyền lúc 0 giờ                    | Sơn Duy                     | Quách Khoa Nam                  | THVL1         | [ 108 ]         |
| 2020 | Gạo nếp gạo tẻ 2                        | Thiên Long                  | Nguyễn Hoàng Anh                | HTV2          | [ 109 ]         |
| 2021 | Gái khôn được chồng                     | chàng khờ                   | Quách Khoa Nam                  | THVL1         | [ 110 ]         |
| 2022 | Duyên kiếp                              | Thành                       | Chu Thiện                       | THVL1         |                 |
| 2022 | Bí mật nghiệt ngã                       | Ông Phong Điền              | Huỳnh Đông                      | THVL1         |                 |
| 2023 | Nữ chủ                                  | Ông Cao Thiên               | Nguyễn Hoàng Anh                | HTV2          |                 |
| 2023 | Có hẹn với yêu thương                   | Vĩnh                        | Xuân Phước                      | THVL1         |                 |
| 2023 | Dâu bể mùa xưa                          | Trọng Nghĩa                 | Huỳnh Long Trung Nghĩa          | HTV7          |                 |

#### Điện ảnh
| Năm  | Tên phim             | Vai diễn            | Đạo diễn          | Nguồn           |
| ---- | -------------------- | ------------------- | ----------------- | --------------- |
| 2012 | Thiên mệnh anh hùng  | Trần Nguyên Vũ      | Victor Vũ         | [ 111 ] [ 112 ] |
| 2014 | Cô dâu đại chiến 2   | Anh chàng đồng tính | Victor Vũ         | [ 113 ] [ 114 ] |
| 2015 | Yêu                  | Ba của Tú           | Việt Max          | [ 115 ] [ 116 ] |
| 2016 | Cao thủ ẩn danh      | Thạch               | Lê Khắc Hoài Nam  | [ 117 ]         |
| 2018 | Mặt trời, con ở đâu? | A Tẻo               | Nguyễn Hữu Tuấn   | [ 118 ] [ 119 ] |
| 2019 | Táo quậy             | Ông Tơ              | Toàn Joshua       | [ 120 ]         |
| 2019 | Chị Mười Ba          | Hắc Hổ              | Võ Thanh Hòa      |                 |
| 2021 | Lật mặt 5 (48h)      | A Dìn               | Lý Hải            | [ 121 ] [ 122 ] |
| 2022 | Cù lao xác sống      | Công                | Nguyễn Thành Nam  |                 |
| 2023 | Bến phà xác sống     | Công                | Nguyễn Thành Nam  |                 |
| 2023 | Đất rừng phương Nam  | Hai Thành           | Nguyễn Quang Dũng |                 |
| 2025 | Nhà gia tiên         | Chú Út              | Huỳnh Lập         |                 |

#### Khác
| Năm  | Tên phim       | Thể loại  | Vai diễn | Đạo diễn | Nguồn   |
| ---- | -------------- | --------- | -------- | -------- | ------- |
| 2012 | Vẫn đợi em về  | Phim ngắn | Đông     |          |         |
| 2020 | Yêu lại từ đầu | Web drama | Dũng     | Mr. Tô   | [ 123 ] |

## Chương trình truyền hình
- Giải mã tri kỷ (2020) (khách mời với Ái Châu)
- Dr. Khỏe (2020 - 2021) (MC)
- Nhân gian kỳ truyện
- Bệ phóng tài năng (MC với Mai Phương) (2008-2010)
- Tình Bolero - Phiên bản nghệ sĩ 2017 (đoạt Quán quân)
- Ký ức vui vẻ

## Giải thưởng và đề cử
| Năm               | Lễ trao giải                               | Hạng mục                                          | Tác phẩm/Lĩnh vực      | Kết quả           | TK                |
| Vai trò diễn viên | Vai trò diễn viên                          | Vai trò diễn viên                                 | Vai trò diễn viên      | Vai trò diễn viên | Vai trò diễn viên |
| ----------------- | ------------------------------------------ | ------------------------------------------------- | ---------------------- | ----------------- | ----------------- |
| 2007              | Giải Mai Vàng 2007                         | Nam diễn viên điện ảnh - truyền hình              | Gọi giấc mơ về         | Đề cử             | [ 12 ]            |
| 2007              | HTV Awards 2007                            | Nam diễn viên chính                               | Gọi giấc mơ về         | Đề cử             | [ 13 ]            |
| 2009              | Giải Mai Vàng 2009                         | Nam diễn viên kịch nói                            | Nỏ thần                | Đề cử             | [ 7 ]             |
| 2010              | Liên hoan truyền hình toàn quốc lần thứ 30 | Nam diễn viên xuất sắc                            | Vó ngựa trời Nam       | Đoạt giải         | [ 124 ]           |
| 2011              | Giải Cánh diều 2010                        | Nam diễn viên chính xuất sắc phim truyện video    | Vó ngựa trời Nam       | Đoạt giải         | [ 125 ]           |
| 2011              | HTV Awards 2011                            | Nam diễn viên chính                               | Vó ngựa trời Nam       | Đề cử             | [ 126 ] [ 127 ]   |
| 2012              | HTV Awards 2012                            | Nam diễn viên phụ                                 | Những đóa hoa tình yêu | Đoạt giải         | [ 128 ] [ 129 ]   |
| 2013              | Giải Cánh diều 2012                        | Nam diễn viên chính xuất sắc phim truyện điện ảnh | Thiên mệnh anh hùng    | Đoạt giải         | [ 130 ]           |
| 2013              | Liên hoan phim Việt Nam lần thứ 18         | Nam diễn viên chính xuất sắc phim truyện video    | Người cộng sự          | Đoạt giải         | [ 131 ] [ 132 ]   |
| 2013              | Giải Mai Vàng 2013                         | Nam diễn viên điện ảnh - truyền hình              |                        | Lọt vào danh sách | [ 133 ] [ 134 ]   |
| 2015              | HTV Awards 2015                            | Nghệ sĩ cống hiến của năm                         | Phim truyền hình       | Đoạt giải         | [ 135 ]           |
| 2015              | HTV Awards 2015                            | Nam diễn viên được yêu thích nhất                 |                        | Đề cử             | [ 136 ]           |
| Vai trò đạo diễn  |                                            |                                                   |                        |                   |                   |
| 2019              | Liên hoan phim Việt Nam lần thứ 21         | Phim truyện điện ảnh                              | Hạnh phúc của mẹ       | Đề cử             |                   |
| 2020              | Giải Cánh diều 2019                        | Phim truyện điện ảnh                              | Hạnh phúc của mẹ       | Cánh diều vàng    | [ 137 ] [ 138 ]   |
| 2020              | Giải Cánh diều 2019                        | Đạo diễn xuất sắc phim truyện điện ảnh            | Hạnh phúc của mẹ       | Đoạt giải         | [ 139 ]           |

## Đời tư
Tháng 1 năm 2015, Huỳnh Đông đã tổ chức hôn lễ với Ái Châu, Á hậu Phụ nữ Việt Nam 2005. Cả 2 quen nhau khi đóng chung một bộ phim vào năm 2011 và chính thức công khai chuyện tình yêu vào 1 năm sau. Đây được xem là một trong những cặp đôi đẹp và hạnh phúc nhất làng giải trí Việt Nam. Hiện cả 2 đã có 1 con trai. Tháng 7 năm 2023, Huỳnh Đông cùng vợ chuyển sang định cư tại Vancouver, Canada.